# Dhul Kifl

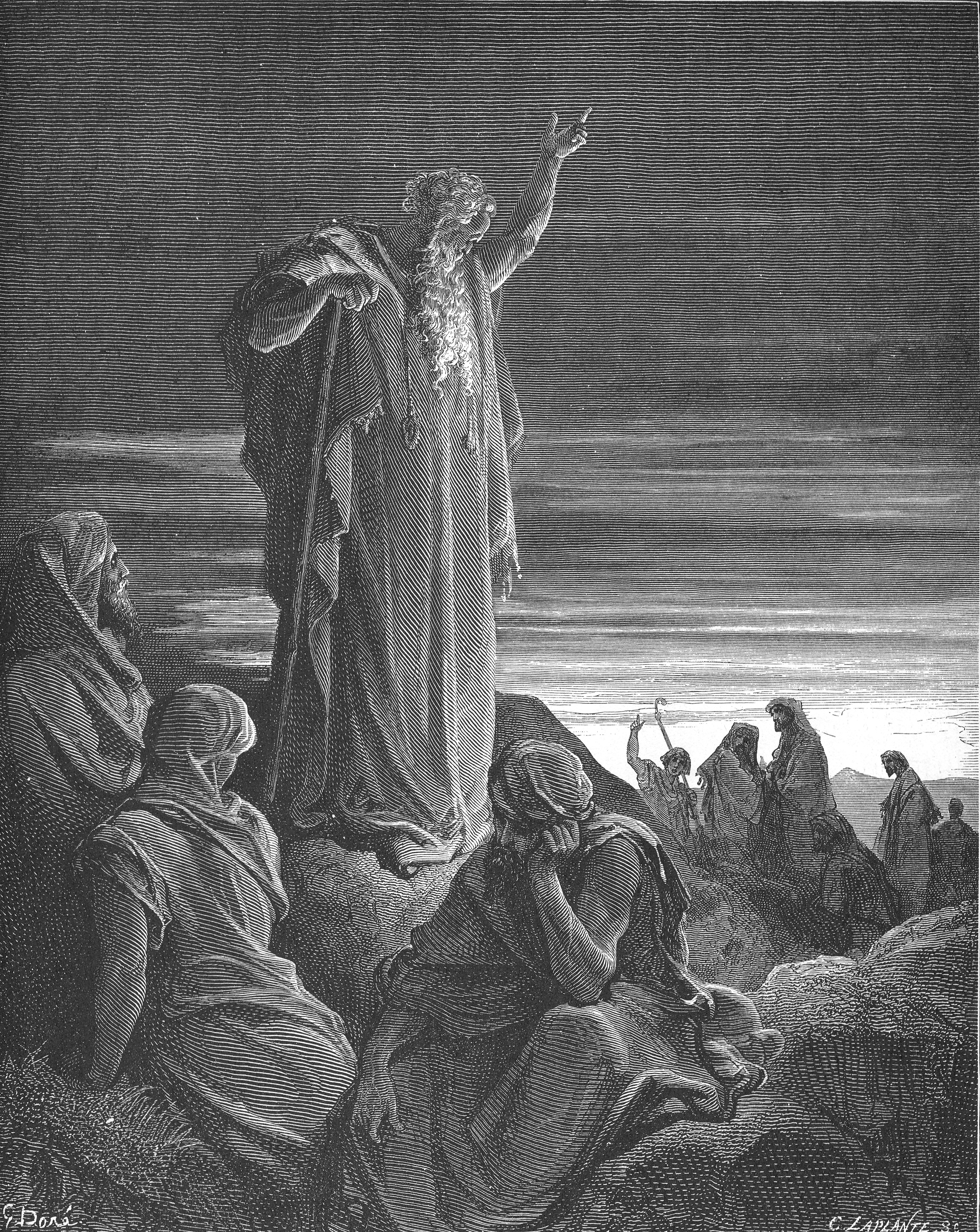
Le prophète Ézéchiel, souvent identifié à Dhul Kifl, au milieu du peuple juif éploré.

Dhul Kifl ou Dhû l-kifl (arabe : ذُو ٱلْكِفْل, Ḏū l-kifl) est un personnage mystérieux du Coran, identifié par les exégètes à différents prophètes de l'Ancien Testament.  

## Mentions dans le Coran
Dhul Kifl n'est cité dans le Coran qu'à deux reprises, dans la sourate 21 et la sourate 38, selon ces termes:
« Et Ismaël, Idris, et Dûl-Kifl ! qui étaient tous endurants; », « Et rappelle-toi Ismaël et Élisée, et Dal Kifl, chacun d'eux parmi les meilleurs. »
L'association de son nom avec d'autres prophètes fait dire à plusieurs exégètes que Dhul Kifl appartient à ceux-ci. Néanmoins, la majorité des commentateurs ne voit en lui qu'un sage parmi les fils d'Israël.  
Pour cerner le personnage, les commentateurs se sont penchés sur l'étymologie de son nom. Kifl, formé sur la racine k-f-l qui signifie « prendre soin », « nourrir »... Kifl pourrait signifier la part, la portion mais aussi l'idée du double. Dhu signifie quant à lui, « celui qui a telle caractéristique ». Cette étymologie a fait dire aux exégètes que Dhû l-kifl était un homme ayant accompli double d'œuvres pieuses par rapport au commun des fidèles. « Cette surenchère sémantique s'explique par le manque d'éléments historiques précis ».

## Dhû l-kifl dans les traditions
De nombreuses versions légendaires de sa vie ont été développées par les traditions musulmanes. Pour Ibn al-Jawzî, il aurait sauvé une centaine de prophètes d'un roi impie. Ce récit s'inspire de l'épisode d'Abdias dans le premier Livre des Rois. Une autre légende le présente comme bienveillant avec une prostituée. Après l'avoir payée, il aurait surmonté la tentation, aurait promis de ne plus pécher et serait mort la nuit même.  
Ces histoires sont fortement marquées de réminiscences bibliques, en particulier des cycles d'Élie et d’Élisée. Il a été identifié par les exégètes tantôt comme Élie, tantôt comme Josué, tantôt comme Zacharie, tantôt comme Job ou un de ses fils. Une dernière interprétation, basée sur l'homophonie de son nom avec Hizqil, reconnait en lui Ézéchiel, l'un des quatre grands prophètes du christianisme dans l'Ancien Testament (les trois autres étant Jérémie, Daniel et Isaïe).  
Dans la sphère culturelle indienne, des savants musulmans ont reconnu, dans la figure de Dhû l-kifl, le Bouddha Gautama. Celui-ci est ainsi intégré à la liste des prophètes de l'islam. Pour eux, Kifl serait une arabisation de Kapil, pays natal du Bouddha. Celui-ci est parfois appelé « Celui de Kapil », ce qui serait une traduction du nom de Dhû l-kifl.

## Tombeaux
Dans la ville d'Al-Kifl, située dans l'actuel Irak entre Nadjaf et Hilla, un sanctuaire est consacré à Ézéchiel et les Juifs y allaient en pèlerinage. Néanmoins, la variété des récits sur Dhû l-kifl fait que ce personnages a des tombeaux qui lui sont attribués par les traditions, très éloignés les uns des autres.